# Miłosław
Miłosław è un comune urbano-rurale polacco del distretto di Września, nel voivodato della Grande Polonia.
Ricopre una superficie di 132,26 km² e nel 2004 contava 10 281 abitanti.